# Ecomuseo delle Grigne
L'Ecomuseo delle Grigne è un ecomuseo della Provincia di Lecco in Lombardia. L'ecomuseo è istituito a Esino Lario nel 2008 e viene riconosciuto dalla Regione Lombardia nel 2009. L'ecomuseo focalizza la sua attenzione sul rapporto tra l'uomo e la montagna e le sue attività sono caratterizzate dall'essere "a misura di bambino". Nel valorizzare il suo patrimonio, l'istituzione commissiona opere d'arte contemporanea.

## Storia
L'Ecomuseo delle Grigne nasce a Esino Lario nel 2008 su iniziativa dell'Associazione Amici del Museo delle Grigne Onlus, e viene costituito dal Comune di Esino Lario con legale rappresentante il sindaco del paese e con sede al secondo piano di Villa Clotilde; l'Associazione Amici del Museo delle Grigne Onlus è ente gestore dell'ecomuseo che fa parte della Rete degli ecomusei della Lombardia. Nel 2009 l'ecomuseo viene riconosciuto dalla Regione Lombardia e nello stesso anno l'ecomuseo lancia il suo primo progetto "a misura di bambino" che riceve il Premio FamigliaLavoro 2010 dedicato a Esino Lario. Oltre a patrocinare eventi e manifestazioni a Esino Lario, l'ecomuseo promuove la ristrutturazione del parco giochi nel giardino di Villa Clotilde dedicato a GiovanniMaria Pensa, la creazione di servizi, l'ideazione di una segnaletica a misura di bambino, e la realizzazione di una serie di opere d'arte basate su materiale d'archivio e iscritte nell'ambito di "Vestire i paesaggi" e di laboratori artistici: Simply in a Box, Il gatto curioso, Curve di livello, Esino è un paese in discesa, Panchine Raccontastorie, Narrare un monumento, Culiarsi, Concerto sinottico n. 4, Animagus.

## Patrimonio dell'Ecomuseo delle Grigne

### Beni culturali
I beni culturali sono collezioni, raccolte, monumenti ed edifici sui quali l'ecomuseo svolge un ruolo attivo nella gestione.
- Collezione di minerali della zona prealpina e alpina (circa 100 minerali conservati nel Museo delle Grigne);
- Collezione di fossili del periodo triassico mediano rinvenuti nella Conca di Esino Lario, che sono stati studiati dall'Abate Antonio Stoppani e classificati dall'Istituto di Geologia dell'Università di Milano (circa 600 fossili conservati nel Museo delle Grigne).
- Raccolta di beni etnoantropologici (circa 150 beni, tra utensili e strumenti di lavoro agricolo, mezzi di trasporto per persone e strumenti della vita casalinga quotidiana, conservati nel Museo delle Grigne).
- Collezione di reperti archeologici (circa 100 reperti conservati nel Museo delle Grigne). Tra i reperti vi sono una freccia di selce eneolitica rinvenuta nella Rocca di Baiedo, primo segno della presenza dell'uomo sulle pendici della Grigna, altri reperti, monili e armi trovati nelle tombe dei due nuclei abitativi di Esino Lario, Cres di origine celtica e Piac romana).
- Collezione di farfalle italiane, coleotteri delle Grigne e diorama di animali (conservati nel Museo delle Grigne).
- Documenti, fotografie e biblioteche di tutti enti coinvolti: Biblioteca Civica, Associazione Amici del Museo delle Grigne Onlus, Gruppo Alpini Esino Lario dell'ANA Associazione Nazionale Alpi.
- Archivio Pietro Pensa, raccolta di documenti vincolata dalla Sovrintendenza per i beni archivistici della Lombardia.
- Arazzi prodotti dalla Scuola degli Arazzi di Esino Lario e conservati a Esino Lario.

L'ecomuseo contribuisce in particolare alla manutenzione e gestione di alcune strutture pubbliche comunali.
- Villa Clotilde con giardino e parco giochi.
- Museo delle Grigne, sede storica e nuova sede.
- Impianti sciistici di Cainallo.
- Baitello Ca' dell'Alpe.
- Baitello Alpe di Moncodeno.
- Rifugio Arnaldo Bogani (precedentemente nota come Capanna Monza).
- Baitello dell'Amicizia del Monte Croce.
- Baitello ai Pizzi di Parlasco.
- Alpeggio Baite di Cainallo.
- Alpeggio Alpe di Esino.
- Ex-cinema.

### Patrimonio immateriale
Le tradizioni, le storie e i costumi del territorio sono considerate come patrimonio immateriale dell'ecomuseo.
- Corteo dei Re Magi che da oltre cinquant'anni si volge durante l'Epifania a Esino Lario.
- Presepe vivente che si ripete da vent'anni il 6 gennaio.
- Festa di Sant'Antonio del 17 di gennaio con L'incanto dei canestri, la leggenda di Catrenin sun scà, le patole (i ravioli di Sant'Antonio, le cui ricette che si tramandano in famiglia) e la melodia tradizionale suonata con i batacchi delle campane della chiesa di Sant'Antonio in Esino Superiore.
- Festa del Monte Croce (seconda domenica di luglio).
- Toponomastica dei luoghi e dialetti.
- Storie, aneddoti, leggende raccontate durante le festività e ai bambini.
- Dualismo tra Esino Superiore (Crés) di origine celtica e Esino Inferiore (Psciàc) di origine romana, testimoniato dalla struttura del paese, dalle storie, dalle tradizioni e dai ritrovamenti delle tombe conservati nel Museo delle Grigne.
- Costume tradizionale delle donne di Esino.
- Lavori ed economia dell'allevamento, dell'agricoltura, della produzione di calce nelle calchere, della produzione del carbone di legna per i forni fusori del ferro della Valsassina (Esino Lario faceva parte della Squadra dei Monti), e la più recente attività industriale.

Tradizionale suddivisione dei boschi focolari (per la produzione di legna necessaria alla famiglia) e i boschi comunali (per le attività economiche); i sistemi di eredità e gestione dei boschi (compresa la consuetudine della partecipazione allo spegnimento degli incendi boschivi come obbligo proveniente dall'affittanza dei boschi); antichi mestieri e strumenti di lavoro (con le ricostruzioni di allestimenti nei vicoli e nelle vecchie abitazioni del paese).
- Produzione e tradizionale tessitura degli arazzi e telai brevettati; le tecniche sopravvivono oggi tramandate di donna in donna. La grande qualità dell'esecuzione della Scuola degli Arazzi di Esino Lario è stata apprezzata da famosi pittori e designer (tra i quali Ettore Sottsass Jr, Aligi Sassu, Salvatore Fiume, Atanasio Soldati, Gianni Dova che hanno prodotto disegni originali e commissionato alla scuola la loro esecuzione) e ha vinto premi alla Triennale di Milano del 1951 e del 1957.
- Figure dell'Abate Antonio Stoppani studioso e fondatore della raccolta di fossili di Esino Lario; Don Giambattista Rocca parroco del paese per quarant'anni e fondatore della Scuola di Arazzeria e del Museo delle Grigne; Pietro Pensa sindaco per vent'anni di Esino Lario; Michele Vedani, scultore che ha donato al paese gli altorilievi bronzei della Via Crucis.
- Migrazioni e spostamenti della Comunità di Esino Lario.
- Storia associativa e di volontariato di Esino Lario; senso di comunità, di appartenenza al territorio e mutua assistenza; tradizioni comunitarie di sostegno alle persone in difficoltà e di intervento partecipativo durante calamità, incendi ed emergenze ambientali.
- Educazione alla conservazione e alla cura dell'ambiente; rispetto per la montagna come un luogo imprevedibile ma anche capace di accogliere e proteggere (la memoria delle vittime della montagna e le storie dei nascondigli dei partigiani e degli uomini in fuga).
- La tradizionale coltura della patata bianca di Esino.

### Patrimonio paesaggistico
Il patrimonio paesaggistico dell'ecomuseo è costituito dalla storica interazione tra l'uomo e l'ambiente che caratterizza il territorio.
- Boschi, in particolare i boschi di faggio e di carpino.
- Aiàl, luoghi dove veniva raccolta la legna.
- Poiat, tipica catasta ricoperta di terra nella quale veniva acceso il fuoco controllato per formare il carbone di legna.
- Calchere nei boschi vicino al paese, dove era facile trovare il materiale adatto alla produzione della calce e la legna necessaria per la sua produzione.
- Mulattiere e sentieri che portano agli alpeggi, alle montagne; le vecchie vie che da Varenna salgono sui due versanti verso Esino e quella che da Esino scende in Valsassina; i sentieri riqualificati di interesse ambientale quale il sentiero dei Boschi, il sentiero del Selvatico, il sentiero del Viandante, l'Antica Via Romana del Brentalone.
- Strada provinciale che sale da Varenna per proseguire verso la Valsassina.
- Flora, fauna e paesaggi del Parco Regionale della Grigna Settentrionale.
- Fortificazioni, ville, maggenghi e caselli.
- La conca di Esino Lario.
- Conca di Esino Lario con la tradizionale divisione in Esino Superiore e Esino Inferiore.
- Frazioni di Bigallo e Ortanella.
- Passi di Ortanella, Agueglio, Cainallo, il versante settentrionale del Frignone.
- Territorio delle Grigne e in particolare della Grigna settentrionale.
- Pizzi di Parlasco.
- Alpe di Esino Lario.
- Grotta di Moncodeno.
- Monte Croce.
- Grotte e doline del Gruppo delle Grigne (tra cui il Complesso del Releccio).
- Porte, lunelle e ometti del calcare di Esino Lario.
- Trovanti della diga (enormi massi delle rocce della Valtellina trasportati dal ghiacciaio durante le glaciazioni) presenti sul territorio, vincolati come bene protetto all'inizio del ‘900.
- La torre romana di Esino Lario.
- Chiese e cappelle di Esino Lario
  - Chiesa di San Vittore
  - Chiesa di San Pietro a Ortanella
  - Chiesa di Sant'Antonio a Esino Superiore
  - Chiesa di San Giovanni Battista a Esino Inferiore
  - Cappella di San Defendente ad Agueglio
  - Chiesa di Santa Maria Assunta a Cainallo
  - Sacrario di San Nicolao a Curagia
  - Cappella di Santa Teresina alla Montanina
  - Cappella Scuola Materna e Opere Parrocchiali
  - Cappella Casa Estiva del P.I.M.E.
  - Ponteficio Istituto Missioni Estere - P.I.M.E. Villa Rogo
  - Via Crucis dello scultore Michele Vedani.